# Giro di Romandia 1958
Il Giro di Romandia 1958, dodicesima edizione della corsa, si svolse dall'8 all'11 maggio su un percorso di 830 km ripartiti in 4 tappe (la terza suddivisa in due semitappe), con partenza e arrivo a Porrentruy. Fu vinto dal francese Gilbert Bauvin della Saint-Raphaël davanti al belga Pino Cerami e all'italiano Giovanni Pettinati.

## Tappe
| Tappa  | Data      | Percorso                              | km  | Vincitore di tappa | Leader cl. generale |
| ------ | --------- | ------------------------------------- | --- | ------------------ | ------------------- |
| 1ª     | 8 maggio  | Porrentruy > Sion                     | 270 | Tino Sabbadini     |                     |
| 2ª     | 9 maggio  | Sion > Ginevra                        | 196 | Marcel Janssens    |                     |
| 3ª-1ª  | 10 maggio | Ginevra > Losanna                     | 119 | Jean Bellay        |                     |
| 3ª-2ª  | 10 maggio | Losanna > Losanna (cron. individuale) | 43  | Gilbert Bauvin     |                     |
| 4ª     | 11 maggio | Losanna > Porrentruy                  | 202 | Tony Gräser        | Gilbert Bauvin      |
| Totale | Totale    | Totale                                | 830 |                    |                     |

## Dettagli delle tappe

### 1ª tappa
- 8 maggio: Porrentruy > Sion – 270 km

| Pos. | Corridore      | Squadra       | Tempo |
| ---- | -------------- | ------------- | ----- |
| 1    | Tino Sabbadini | Mercier       |       |
| 2    | Gilbert Bauvin | Saint-Raphaël |       |
| 3    | Pino Cerami    | Elve          |       |

| Pos. | Corridore | Squadra | Tempo |
| ---- | --------- | ------- | ----- |

### 2ª tappa
- 9 maggio: Sion > Ginevra – 196 km

| Pos. | Corridore          | Squadra       | Tempo |
| ---- | ------------------ | ------------- | ----- |
| 1    | Marcel Janssens    | Elve          |       |
| 2    | Giovanni Pettinati | Atala-Pirelli |       |
| 3    | Hansruedi Dubach   | Cilo          |       |

| Pos. | Corridore | Squadra | Tempo |
| ---- | --------- | ------- | ----- |

### 3ª tappa - 1ª semitappa
- 10 maggio: Ginevra > Losanna – 119 km

| Pos. | Corridore   | Squadra       | Tempo |
| ---- | ----------- | ------------- | ----- |
| 1    | Jean Bellay | Mercier       |       |
| 2    | Pino Cerami | Elve          |       |
| 3    | Bruno Monti | Atala-Pirelli |       |

| Pos. | Corridore | Squadra | Tempo |
| ---- | --------- | ------- | ----- |

### 3ª tappa - 2ª semitappa
- 10 maggio: Losanna > Losanna (cron. individuale) – 43 km

| Pos. | Corridore        | Squadra       | Tempo |
| ---- | ---------------- | ------------- | ----- |
| 1    | Gilbert Bauvin   | Saint-Raphaël |       |
| 2    | Raymond Impanis  | Elve          |       |
| 3    | Hansruedi Dubach | Cilo          |       |

| Pos. | Corridore | Squadra | Tempo |
| ---- | --------- | ------- | ----- |

### 4ª tappa
- 11 maggio: Losanna > Porrentruy – 202 km

| Pos. | Corridore       | Squadra       | Tempo |
| ---- | --------------- | ------------- | ----- |
| 1    | Tony Gräser     | Allegro       |       |
| 2    | Gilbert Bauvin  | Saint-Raphaël |       |
| 3    | Federico Galeaz | Chlorodont    |       |

| Pos. | Corridore          | Squadra       | Tempo     |
| ---- | ------------------ | ------------- | --------- |
| 1    | Gilbert Bauvin     | Saint-Raphaël | 24h04'50" |
| 2    | Pino Cerami        | Elve          | a 17"     |
| 3    | Giovanni Pettinati | Atala-Pirelli | a 1'43"   |

## Classifiche finali

### Classifica generale
| Pos. | Corridore          | Squadra               | Tempo     |
| ---- | ------------------ | --------------------- | --------- |
| 1    | Gilbert Bauvin     | Saint-Raphaël         | 24h04'50" |
| 2    | Pino Cerami        | Elve-Peugeot-Marvan   | a 17"     |
| 3    | Giovanni Pettinati | Atala-Pirelli         | a 1'43"   |
| 4    | Raymond Impanis    | Elve-Peugeot-Marvan   | a 2'12"   |
| 5    | Heinz Graf         | Condor                | a 2'32"   |
| 6    | Marcel Janssens    | Elve-Peugeot-Marvan   | a 2'42"   |
| 7    | Tino Sabbadini     | Mercier-BP-Hutchinson | a 3'07"   |
| 8    | Adriano De Gasperi | Molteni               | a 3'24"   |
| 9    | Marcel Rohrbach    | Peugeot-BP-Dunlop     | a 3'40"   |
| 10   | Hansruedi Dubach   | Cilo-Toscanelli       | s.t.      |